# لعیا زنگنه
لعیا زنگنه (زادهٔ ۱۴ مرداد ۱۳۴۴) بازیگر سینما، تئاتر و تلویزیون ایران است.
|منوچهر هادی
|شبکه سه سیما
|-
| ۱۴۰۲
|عشق کوفی
|حسن آخوندپور
|شبکه سه سیما
|-
| rowspan="2" |۱۳۹٩
|آقازاده
|بهرنگ توفیقی
|نمایش خانگی
|-
|کامیون 
|مسعود اطیابی 
|شبکه دو سیما 
|-
|١٣٩٨ 
|برادرجان
|محمدرضا آهنج
|شبکه سه سیما
|-
| rowspan="2" |۱۳۹۷
|دنیای گمشده
|امین امانی
|شبکه دو سیما
|-
|پدر
|بهرنگ توفیقی
|شبکه دو سیما
|-
|۱۳۹۵
|آرام می‌گیریم
|روح‌الله سهرابی
|شبکه دو سیما
|-
|۱۳۹۴
|پشت بام تهران
|بهرنگ توفیقی
|شبکه یک سیما
|-
| rowspan="2" |۱۳۹۲
|خواب بلند
|احمد کاوری
|شبکه یک سیما
|-
|مادرانه 
|جواد افشار
|شبکه سه سیما
|-
|۱۳۹۱
|راستش را بگو
|محمدرضا آهنج
|شبکه یک سیما
|-
| ۱۳۸۶
|اغما
|سیروس مقدم
|شبکه یک سیما
|-
|۱۳۸۴
|مدار صفر درجه
|حسن فتحی
|شبکه یک سیما
|-
|۱۳۸۰
|باران عشق
|احمد امینی
فریدون حسن‌پور
|شبکه پنج سیما
|-
|۱۳۷۷
|تولدی دیگر
|داریوش فرهنگ
|شبکه پنج سیما
|-
|۱۳۷۷
|در قلب من
|حمید لبخنده
|شبکه سه سیما
|-
|۱۳۷۴
|در پناه تو
|حمید لبخنده
|شبکه دو سیما
|}
خیلی هم عالی

#### تله‌فیلم‌ها
- نام دیگر عشق (ابوذر نوروزپور) - ۱۳۹۱
- فلس سیاه (مسعود تکاور) - ۱۳۹۱
- رایزن عشق (جواد افشار) - ۱۳۹۱
- زمزمه (مسعود آب پرور) - ۱۳۹۰
- جاده جنایت (جهانبخش ایمانی) - ۱۳۸۶
- جزیره سرگردانی (احمد امینی) - ۱۳۸۰